# Strahov Do
Strahov Do este un sat din comuna Pljevlja, Muntenegru. Conform datelor de la recensământul din 2003, localitatea are 111 locuitori (la recensământul din 1991 erau 141 de locuitori).

## Demografie
În satul Strahov Do locuiesc 94 de persoane adulte, iar vârsta medie a populației este de 47,6 de ani (49,6 la bărbați și 45,6 la femei). În localitate sunt 36 de gospodării, iar numărul mediu de membri în gospodărie este de 3,08.
Această localitate este populată majoritar de sârbi (conform recensământului din 2003).
|  |

| Demografie | Demografie | Demografie |
| An         | Locuitori  | Locuitori  |
| ---------- | ---------- | ---------- |
|            |            |            |
|            |            |            |
|            |            |            |
|            |            |            |
| 1948       | 291        |            |
| 1953       | 336        |            |
| 1961       | 286        |            |
| 1971       | 274        |            |
| 1981       | 227        |            |
| 1991       | 141        | 141        |
| 2003       | 111        | 111        |

| \| Componența etnică conform recensământului din 2003[2] \| Componența etnică conform recensământului din 2003[2] \| Componența etnică conform recensământului din 2003[2] \| Componența etnică conform recensământului din 2003[2] \| Componența etnică conform recensământului din 2003[2] \| \| ----------------------------------------------------- \| ----------------------------------------------------- \| ----------------------------------------------------- \| ----------------------------------------------------- \| ----------------------------------------------------- \| \| \| \| \| \| \| \| Sârbi \| Sârbi \| \| 107 \| 96,39% \| \| necunoscută \| necunoscută \| \| 0 \| 0% \| |             |  |     |        |
| Componența etnică conform recensământului din 2003 |             |  |     |        |
| |             |  |     |        |
| Sârbi | Sârbi       |  | 107 | 96,39% |
| necunoscută | necunoscută |  | 0   | 0%     |